# Samuel Widmer
Pour les articles homonymes, voir Widmer.
Samuel Widmer (1767-1831) est un industriel suisse.
Né en Argovie, il assista son oncle Christophe-Philippe Oberkampf dans la fabrication des toiles peintes. À cette occasion, il inventa la machine à graver les cylindres en cuivre destinés à l'impression des toiles, et découvrit le vert solide, d'une seule application. C'est lui qui importa d'Angleterre la machine à ouvrer le coton. Ses facultés s'étant égarées, il se donna la mort en 1831.

## Source
Marie-Nicolas Bouillet  et Alexis Chassang (dir.), « Samuel Widmer » dans Dictionnaire universel d’histoire et de géographie, 1878 (lire sur Wikisource)